# New Bremen, Ohio
New Bremen là một làng thuộc quận Auglaize, tiểu bang Ohio, Hoa Kỳ. Năm 2010, dân số của làng này là 2978 người.

## Dân số
- Dân số năm 2000: 2909 người.
- Dân số năm 2010: 2978 người.